# Habronattus abditus
Habronattus abditus är en spindelart som beskrevs av Griswold 1987. Habronattus abditus ingår i släktet Habronattus och familjen hoppspindlar. Inga underarter finns listade i Catalogue of Life.